# Broń palna

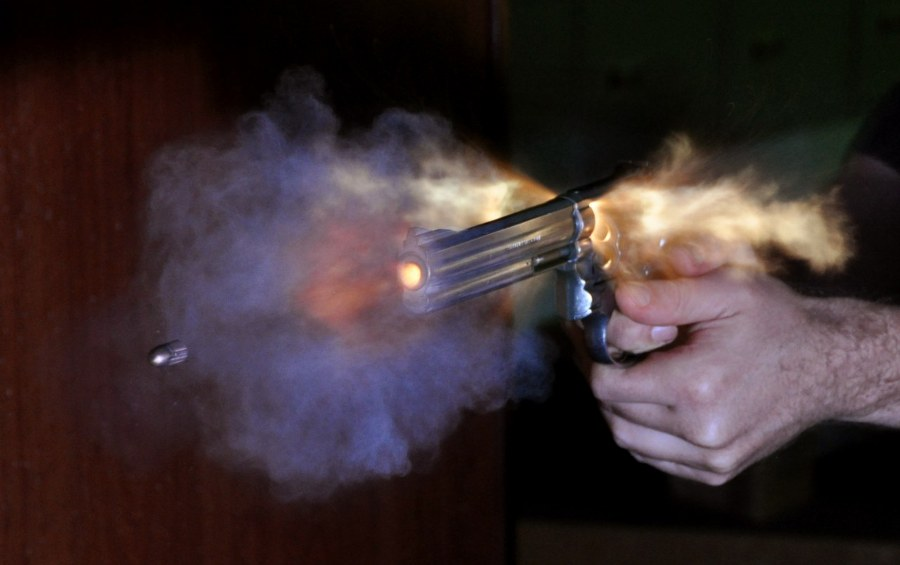
Wystrzał z broni palnej (rewolweru). Widoczny pocisk oraz wydostające się gazy prochowe powstające po spaleniu ładunku miotającego w naboju

Broń palna – broń miotająca pociski energią gazów prochowych powstałych ze spalania ładunku miotającego. W zależności od rodzaju zastosowanego układu miotającego, dzieli się ona na broń lufową lub rakietową.
Trzeci Protokół do Konwencji ONZ o międzynarodowej przestępczości zorganizowanej w art. 3 lit. a jako broń palną określa każdą przenośną, wyposażoną w lufę broń, która miota, jest przeznaczona do miotania lub daje się łatwo przerobić tak, by miotać pocisk lub ładunek rażący w wyniku działania materiału wybuchowego.

## Historia
Początek rozwoju broni palnej jest związany z wynalezieniem prochu czarnego w Chinach w IX wieku; wkrótce po wynalezieniu znalazł on zastosowania militarne. Za czasów dynastii Song był dość powszechne stosowany do wyrobu min, prostych granatów i bomb. Tam też stworzono pierwszą broń rakietową oraz palną. 

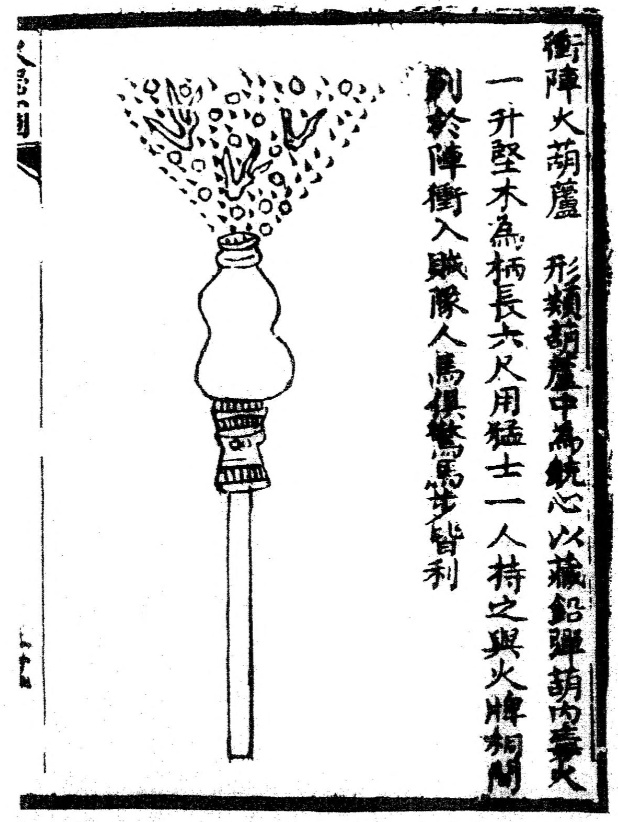
Lanca ognista na ilustracji z chińskiej kroniki; widać wylatujące szrapnele

Prototypem broni palnej jest lanca ognista z X w.: pojemnik z prochem i niewielkimi pociskami (odłamkami ceramiki, metalu, kamieniami itp.), umieszczony na kiju. Po podpaleniu służył jako rodzaj miotacza ognia, rażąc przeciwników kilkumetrowym jęzorem płomieni i rozpalonymi pociskami. Nie była to jednak broń palna w pełnym tego słowa znaczeniu, ponieważ pociski miały dużo mniejszą średnicę niż lufa, przez co ich prędkość wylotowa była bardzo mała, a zasięg broni nieznaczny.
Następnym etapem rozwoju był tzw. eruptor, o metalowej lufie, ściślej dopasowanym pocisku, używający szybciej spalającego się prochu o zawartości saletry powyżej 70%. Zdolny był on wyrzucić pocisk nawet na kilkaset metrów (przynajmniej według ówczesnych opisów). Zwiększanie wytrzymałości luf, wygładzanie ich wnętrza by miały jednolicie równy przekrój i ściślejsze dopasowywanie pocisków doprowadziły do stworzenia broni palnej sensu stricto, której głównym czynnikiem rażącym jest wyrzucany ciśnieniem gazów prochowych, z wielką prędkością, pocisk. Do dziś, mimo upływu setek lat i rewolucyjnych zmian w technice i technologii, istota działania broni palnej jest w zasadzie taka sama.

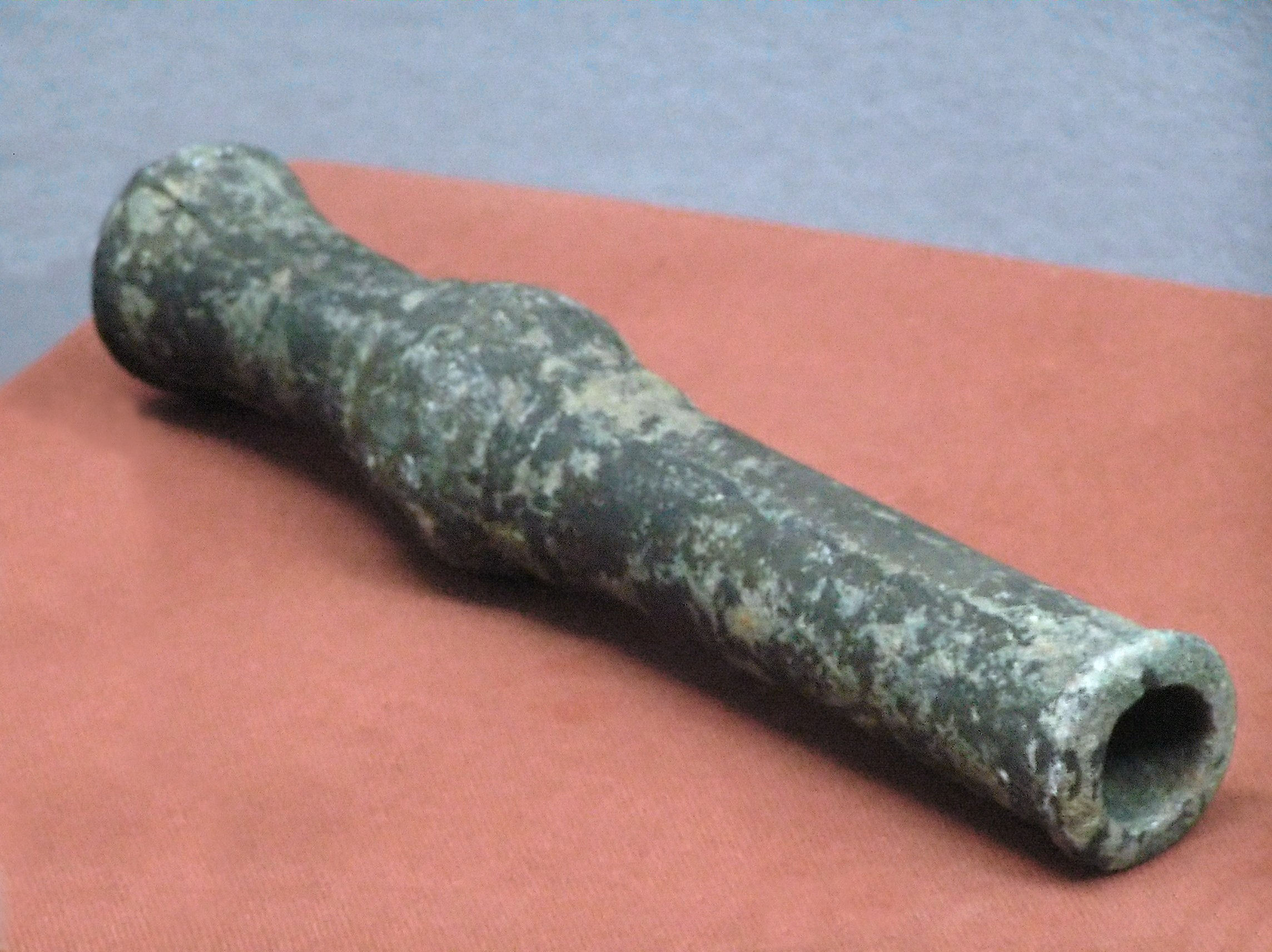
Chińskie działo z czasów dynastii Yuan

Najstarsza znana broń palna, z lufą z brązu, też pochodzi z Chin, z Achengu niedaleko Harbinu i datowana jest na rok 1288 (dynastia Yuan). Z tego samego okresu znane są z ikonografii i znalezisk archeologicznych, wybuchowe granaty, których mongolscy wojownicy używali w czasie inwazji na Japonię.
Znajomość prochu czarnego dotarła do Europy Szlakiem Jedwabnym lub też za pośrednictwem wymiany handlowej z Bliskim Wschodem.
Niektórzy twierdzą, że „sekret alchemików” przywiózł do Wiednia Marco Polo ze swej słynnej wyprawy do Chin w latach 1271–1292. Inną hipotezą jest rzekome niezależne od Chin wynalezienie prochu przez Rogera Bacona i Bertholda Schwarza, mnicha z Freiburga, od którego nazwiska ("Czarny") autorzy niemieckojęzyczni wywodzą nazwę "czarny proch". Nazwa ta może jednak pochodzić także od koloru, jaki przybiera sama gotowa mieszanka 75% saletry potasowej, 10% siarki i 15% węgla drzewnego.
Pierwsze rodzaje broni palnej były bardzo prymitywne. Składała się na nie metalowa rura (lufa), zamknięta z jednej strony. W jej tylnej części w pobliżu wspomnianego zamknięcia wykonany był otwór, zwany otworem zapałowym. Do rury wsypywano przez otwór wlotowy pewną ilość prochu, czyli ładunek, który następnie ubijano. Potem umieszczano w lufie pocisk, początkowo kamienny, żelazny, a w końcu ołowiany. Pierwsze pociski miały kształt sferyczny, stąd do dziś w potocznym języku często mówi się o pocisku "kula". Po osadzeniu w lufie pocisku broń palna była gotowa do strzału. Czynność przygotowania takiej broni do strzału wymagała ubijania poszczególnych komponentów w lufie, tak by szczelnie wypełniały jej wnętrze, toteż nazywano ją „nabijaniem” broni. W dzisiejszych czasach termin ten także jest stosowany, choć już od dawna, co najmniej od czasu wprowadzenia broni odtylcowej, strzelec nie musi niczego ubijać. W broni wielostrzałowej termin ten oznacza bezpośrednie przygotowanie broni do strzału: wprowadzenie naboju do lufy broni uprzednio "załadowanej", to jest takiej, w której w magazynku znajdują się naboje, ale która nie jest przez to jeszcze gotowa do strzału.
Aby oddać strzał z tak przygotowanej broni, trzeba było doprowadzić do zapłonu prochu. W tym celu przez otwór zapałowy do ładunku prochowego doprowadzano ogień. Początkowo służyły do tego żarzące się kawałki drewna, rozżarzone pręty żelazne, tlący się lont, w późniejszych czasach pojawiły się zamki mechaniczne krzeszące iskry z krzemienia, a w końcu ich miejsce zajął zapłon chemiczny, w którym iskry powstawały w wyniku detonacji substancji chemicznych na skutek uderzenia kurkiem broni. Zapłon prochu w broni odprzodowej, aż do wynalezienia zapłonu chemicznego, następował w specjalnym wydrążeniu obok lufy, zwanym panewką. Ogień z palącego się na panewce prochu przechodził przez otwór zapałowy do głównego ładunku i powodował jego zapłon. Jeżeli otwór był niedrożny, strzał nie mógł paść, bo nie dochodziło do zapalenia prochu w lufie, spalał się tylko proch na panewce. Pamiątką tego jest frazeologizm „spalić na panewce”, oznaczający działanie nie przynoszące rezultatu.
W Europie po raz pierwszy odnotowano użycie broni palnej w 1331 roku podczas oblężenia miasta Cividale we Friuli. W Anglii po raz pierwszy notuje się broń palną w 1338 roku, a we Francji rok później. W Polsce pierwsza wzmianka o artylerii polskiej znajduje się w statutach Kazimierza Wielkiego z połowy XIV wieku.

## Prawo dostępu do broni
Prawo do posiadania i używania broni jest przedmiotem debat publicznych i analiz naukowych. W większości krajów świata dostęp do broni dla osób cywilnych jest dozwolony, ale ograniczony prawnie i wymaga uzyskania urzędowego pozwolenia na broń. We wszystkich państwach posiadanie broni jest w jakiś sposób regulowane. Według przeglądu z 2011 r., jedynie w Stanach Zjednoczonych i Jemenie dostęp do broni jest traktowany jako obywatelskie prawo – w pozostałych krajach jest rozumiane jako przywilej.

### Badania empiryczne
Badania zagadnienia dostępu do broni są często blokowane ze względów politycznych. Stany Zjednoczone przyjęły w 1996 r. tzw. poprawkę Dickeya, która zabraniała głównej instytucji epidemiologicznej CDC prowadzenia oficjalnych statystyk śmiertelności związanej z bronią. W latach 90. Rada Gospodarcza i Społeczna ONZ dążyła do zorganizowania międzynarodowej współpracy w realizacji takich statystyk i badań, jednak również zostały one zablokowane przez przedstawicieli USA.
Ze względu na niską dostępność danych, szczególnie longitudinalnych, dostępne analizy opierają się głównie na strategiach pośredniego wnioskowania statystycznego. Część badań została zdyskredytowana i powiązana z wpływem lobbystycznych think tanków. Metaanaliza Klecka z 2016 r. obejmująca dane z USA i biorąca pod uwagę różnorodne problemy metodologiczne występujące w tym obszarze konkluduje, że zwiększony dostęp do broni wiąże się z podwyższonym ryzykiem samobójstw, i ani nie przeciwdziała, ani nie podwyższa przestępczości w tym kraju. Częstość samobójstw traktuje się obecnie jako trafną zmienną towarzyszącą pomagającą oszacować rozpowszechnienie broni w danym obszarze. Istnieje pewna zgodność wyników badań na temat pozytywnego wpływu regulacji ograniczających dostęp do broni dla przestępców, osób skłonnych do przemocy, i osób ze skłonnościami samobójczymi. Międzynarodowy przegląd 130 badań z 10 krajów sugeruje, że w wielu regionach wprowadzenie ostrzejszych regulacji i ograniczanie dostępu do broni poskutkowało zmniejszeniem poziomu zabójstw i samobójstw, jednak jakość badań jest niewystarczająca aby potraktować te wnioski jako w pełni konkluzywne.